# Seno (Spagna)

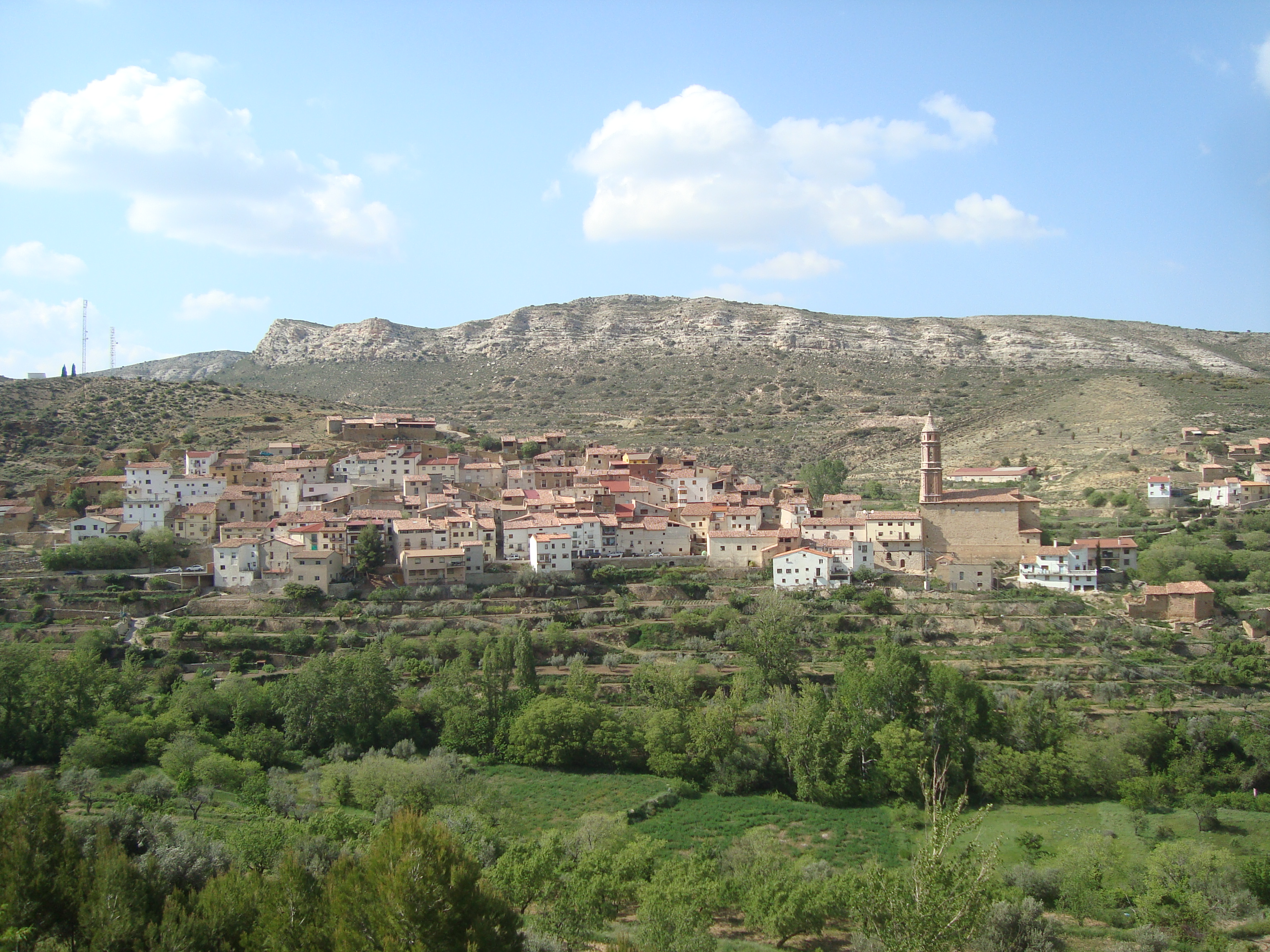
Villa de Seno (Teruel)

Seno è un comune spagnolo di soli 39 abitanti situato nella comunità autonoma dell'Aragona a 812 metri sopra il livello del mare.

## Feste patronali
La festa patronale viene celebrata il 29 gennaio in occasione di San Valero. Altre feste rinomate sono quelle di San Roque il 16 agosto e del beato Estebàn da Seno il 3 agosto.